# Metynnis maculatus
El pacupebita (Metynnis maculatus) es una especie de pez de la familia Characidae en el orden de los Characiformes.

## Morfología
Los machos pueden llegar alcanzar los 18 cm de longitud total.

## Hábitat
Es un pez de agua dulce y de clima tropical entre 20 °C - 28 °C de temperatura.

## Distribución geográfica
Se encuentran en Sudamérica:  cuencas de los ríos  Amazonas y  Paraguay.

## Observaciones
Posee una poderosa dentadura que le sirve para devorar casi todo tipo de plantas acuáticas o palustres humanos.